# Brent Smith
Brent Smith, född 10 januari 1978, är en amerikansk sångare och låtskrivare, mest känd som sångare i bandet Shinedown.

## Tidig karriär
Under tidigt 90-tal var Smith med i ett band som hette "Blind Thought". Innan Shinedown var han sångare i bandet "Dreve", som spelade i den östra delen av Tennessee.  som Atlantic Records hade signerat och skickat till L.A, Kalifornien för att spela in med den välkända producenten Desmond Child. Kort efter att bandet hade återkommit till Knoxville så lade Atlantic ner bandet men behöll Smith. Han fick snart ett utvecklingskontrakt av skivbolaget, men Brent Smith lämnade dem för att hitta andra musiker och bilda ett nytt band som skulle bli Shinedown.

## Diskografi

### Shinedown
Studioalbum
- Leave a Whisper (2003)
- Us and Them (2005)
- The Sound of Madness (2008)
- Amaryllis (2012)
- Threath To Survival (2015)
- Attention Attention (2018)
- Planet Zero (2022)